# A Cigarra
A Cigarra foi uma revista quinzenal, publicada na cidade de São Paulo entre 1914 e 1975.

## História
A revista A Cigarra foi lançada em São Paulo, no dia 6 de março de 1914, pela direção de Gelásio Pimenta. O periódico tinha como proposta inicial ser uma publicação artística, tendo o seu título inspirado na fábula de Esopo, A Cigarra e a Formiga. Assim, como a cigarra, a revista se propunha a trazer aos leitores o verão a cada quinzena, com a sua publicação. A revista era de propriedade dos sócios Gelásio Pimenta e Durval Vieira de Sousa, e teve uma primeira tiragem de 12 mil exemplares.
Para o seu lançamento, a publicação abriu um concurso de desenhos para ilustrar a capa da primeira edição. A capa vencedora foi ilustrada por Franz Richter, desenhista e pintor checo radicado no Brasil, e que na época trabalhava para Weiszflog & Comp. O júri do concurso foi composto apenas de mulheres, professoras de pintura e reconhecidas no meio artístico: Nicota Bayeux, Beatriz Pompeu de Camargo, Bertha Worms, Eleonora da Silveira Cintra e Mary Sherrigton.
Inicialmente, a revista tinha como público a elite paulista, e trazia em suas páginas diversos conteúdos, desde artigos e crônicas sobre artes plásticas, música e teatro até notícias e coberturas políticas, sociais, religiosas e esportivas. A revista possuía um cunho conservador, e tinha entre seus colaboradores Olavo Bilac, Vicente de Carvalho, Monteiro Lobato, Coelho Neto, Cornélio Pires, Guilherme de Almeida, Paulo Mendes de Almeida, Péricles, Oswald de Andrade, Leo Vaz, Paulo Setúbal, Orlando Mattos, Agenor Fernandes Barbosa e outros escritores de São Paulo.
Em 1926, a direção da revista foi passada para Paulo Pinto de Carvalho, depois da morte de seu fundador, Gelásio Pimenta. Carvalho manteve as principais características da revista até meados do início da década de 1930, como o apego ao público paulistano e a periodicidade quinzenal.
Em 1933, Assis Chateaubriand comprou o título, que passou a pertencer aos Diários Associados e ganhou periodicidade mensal e circulação nacional. A direção da revista passou para o poeta paulista Menotti Del Picchia. No ano seguinte, a publicação passou por reformulações, a começar pelo título, A Cigarra Magazine, e a ampliação do número de páginas, além da inserção de diversas ilustrações.

## Veja mais
Para ver outras edições desta revista, acesse a categoria Commons.